# Rudolf Keller (Schachspieler)
Rudolf Keller (* 16. Juni 1917; † 28. November 1993 in Dresden) war ein deutscher Schachspieler.

## Leben
Keller erlernte das Schachspiel mit zwölf Jahren von seinem Vater. In den Jahren 1935 bis 1938 gewann er die Meisterschaften von Dresden und Sachsen. 1938 belegte er im Zonenturnier von Berlin den vierten Platz und im Meisterturnier von Gablonz den dritten Rang. 1939 wurde er geteilter Sechster bei den Deutschen Meisterschaften, 1949 Meister von Sachsen.
Auf internationaler Ebene war Kellers Platzierung beim Turnier von Krakau 1942 ein Erfolg: Er teilte mit Fritz Sämisch den vierten Rang, hinter Schachweltmeister Alexander Aljechin, Klaus Junge und Efim Bogoljubow.
Im Jahre 1950 verlieh ihm die FIDE den Titel Internationaler Meister.
Von Beruf war Keller Diplom-Physiker.
Ebenfalls durch das Schachspiel bekannt ist seine Schwester Edith Keller, später Edith Keller-Herrmann. Beide waren für den SC Einheit Dresden aktiv und gehörten der Mannschaft an, die 1957 die Mannschaftsmeisterschaft der DDR gewann.